# Cecelia Ahern
Cecelia Ahern, född 30 september 1981 i Dublin, är en irländsk journalist och författare. 
Cecelia Ahern utbildade sig till journalist vid Griffith College, Dublin. Vid 21 års ålder skrev hon sin första roman PS, I Love You, som har sålts i över fyrtio länder. Filmen med samma namn blev också en stor framgång.
PS, I Love You var en av de bäst säljande debutromanerna 2004 och den nådde topplistorna i såväl Europa som USA. På Irland nådde boken förstaplats och i Tyskland låg den kvar på bästsäljarlistan i över ett år. Även hennes sex senare romaner har varit succéer och hon har vunnit ett flertal priser för sitt skrivande.
Utöver romanerna har Cecelia Ahern skrivit noveller för att samla in pengar till välgörenhet. Hon producerar och är, tillsammans med Donald Todd skaparen av TV-serien Samantha Who?. I oktober 2008 hade hennes första pjäs, Mrs Whippy - a one woman show, premiär.

### Romaner
- PS. Jag älskar dig! (översättning Johanna Svartström, Bazar, 2004) (PS, I Love You, 2004)
- Där regnbågen slutar (översättning Johanna Svartström, Bazar, 2006) (Where Rainbows End, 2004)
- Om du bara kunde se mig (översättning Gabriella Andersson, Bazar, 2010) (If You Could See Me Now, 2005)
- A Place Called Here (2006)
- Tack för alla minnen (översättning Johanna Svartström, Bazar, 2012) (Thanks for the Memories, 2008)
- Gåvan (översättning Johanna Svartström, Bazar, 2010) (The Gift, 2008)
- Dagboken från i morgon (översättning Gabriella Andersson, Bazar, 2013) (The Book of Tomorrow, 2009)
- Girl in the Mirror / The Memory Maker (två noveller, 2010)
- Mitt liv & jag (översättning Gabriella Andersson, Bazar, 2014) (The Time of my Life (2011)
- One Hundred Names (2012)
- How to Fall in Love (2013)

### Noveller
- 24 Minutes i "Moments", (2004)
- Next Stop: Table For Two i "Short and Sweet", (2005)
- The Calling i "Irish Girls Are Back In Town", (2005) (med Patricia Scanlan, Gemma O'Connor och Sarah Webb)
- Mrs. Whippy (2006)
- The End i "Girls' Night In / Ladies' Night", (2006) (med Wendy Holden, Freya North, Cathy Kelly, ...)